# Frank Chamizo
Frank Chamizo Marquez (Matanzas, 10 luglio 1992) è un lottatore cubano naturalizzato italiano.
Caporal maggiore dell'Esercito Italiano, è specialista della lotta libera, disciplina in cui ha rappresentato l'Italia ai mondiali di lotta a Las Vegas nel 2015, vincendo la medaglia d'oro, e ai Giochi olimpici di Rio de Janeiro nel 2016, dove ha conquistato il bronzo, battendo lo statunitense Frank Molinaro.

## Biografia
Frank Chamizo Marquez è cresciuto con la nonna a Cuba, in una famiglia poco abbiente, mentre la madre viveva in Spagna e il padre negli Stati Uniti.
A soli 18 anni vince il bronzo al mondiale senior di Mosca nel 2010. Lo stesso anno vince i campionati panamericani di Monterrey. Ai mondiali di Istanbul 2011 si classifica dodicesimo. Viene successivamente squalificato dalla nazionale per due anni per non essere riuscito a rientrare nella categoria di peso dei 55 chilogrammi.
Nel 2015 ha ottenuto la cittadinanza italiana in seguito al matrimonio avvenuto nel 2011 con Dalma Caneva, anche lei lottatrice, figlia del tecnico della nazionale Lucio Caneva e sorella del lottatore Aaron Caneva. Dalla moglie si è poi separato.
Nello stesso anno per la nazionale italiana ottiene l'oro ai mondiali di Las Vegas e l'argento ai Giochi europei di Baku, categoria 65 kg.
Nel 2016 ottiene l'oro agli europei di Riga e il bronzo ai Giochi olimpici di Rio 2016.
Nel giugno del 2016 il giornale La Repubblica gli ha dedicato un docufilm in cui viene spiegata la sua storia.
Nel 2017 vince per la seconda volta gli europei, questa volta a Novi Sad. Il 26 agosto 2017 si laurea campione mondiale nella categoria 70 kg.
Il 25 agosto 2017, ai mondiali di Parigi vince il torneo dei 70 chilogrammi, battendo in finale lo statunitense James Malcolm Green.
Dal 19 gennaio 2018 è tra i concorrenti, in coppia con Carlotta Ferlito, della seconda edizione del talent show Dance Dance Dance, in onda su Fox Life.
Ai Giochi del Mediterraneo di Tarragona 2018 ha vinto la medaglia d'oro nella categoria 74 chilogrammi, sconfiggendo in finale l'egiziano Samy Moustafa.
Agli europei di Bucarest 2019 ha vinto la medaglia d'oro nei pesi welter, battendo in finale il francese Zelimkhan Khadjiev con il punteggio di 8-0. Grazie alla vittoria è diventando così il primo lottatore in Europa a vincere tre titoli continentali in tre categorie diverse. Ai mondiali di Nur-Sultan 2021 ha guadagnato la medaglia d'argento, perdendo nell'incontro decisivo per il titolo contro il russo Zaurbek Sidakov. Al termine della stagione, la United World Wrestling lo ha eletto lottatore libero dell'anno 2019.
È stato protagonista, con i nuotatori Alex Di Giorgio e Margherita Panziera, della campagna promozionale 2019 del produttore di scarpe e capi di abbigliamento Geox.
Si è riconfermato campione continentale dei pesi welter agli europei di Roma 2020, vincendo la finale contro il russo Magomedrasul Gazimagomedov ai punti. Alla Coppa del mondo individuale di Belgrado 2020, evento che ha sostituito i campionati mondiali, cancellati a causa dell'emergenza sanitaria causata dalla Pandemia di COVID-19, ha vinto la medaglia d'argento, dopo aver perso la finale contro il russo Razambek Zhamalov, negli incontri precedenti aveva sconfitto nell'ordine il guineano Augusto Midana ai sedicesimi, il turco Fazlı Eryılmaz agli ottavi, il tedesco Kubilay Cakici ai quarti, e il bielorusso Azamat Nurykau in semifinale.
Agli europei di Varsavia 2021 ha rimediato una sconfitta agli ottavi contro lo slovacco Tajmuraz Salkazanov, poi vincitore del torneo. Ai ripescaggi ha battuto lo svizzero Marc Dietsche al primo turno, il georgiano Avtandil Kentchadze al secondo turno e il russo Razambek Zhamalov nell'incontro valido per il terzo gradino del podio.
Ha rappresentato l'Italia ai Giochi olimpici estivi di Tokyo 2020, disputando il torneo dei pesi welter nell'agosto 2021, presso la Makuhari Messe Hall, ha superato il georgiano Avtandil Kentchadze agli ottavi e l'azero Turan Bayramov ai quarti ed è stato estromesso dal tabellone principale dal bielorusso Mahamedchabib Kadzimahamedaŭ in semifinale. Ha poi perso la finale per il bronzo contro lo statunitense Kyle Dake.

## Palmarès
| Anno                           | Manifestazione          | Sede           | Evento | Risultato | Note |
| ------------------------------ | ----------------------- | -------------- | ------ | --------- | ---- |
| In rappresentanza di Cuba      |                         |                |        |           |      |
| 2010                           | Campionati panamericani | Monterrey      | 55 kg  | Oro       |      |
| 2010                           | Mondiali junior         | Budapest       | 55 kg  | 16º       |      |
| 2010                           | Mondiali                | Mosca          | 55 kg  | Bronzo    |      |
| 2011                           | Mondiali                | Istanbul       | 55 kg  | 12º       |      |
| In rappresentanza dell' Italia |                         |                |        |           |      |
| 2015                           | Europei U23             | Wałbrzych      | 65 kg  | Oro       |      |
| 2015                           | Giochi europei          | Baku           | 65 kg  | Argento   |      |
| 2015                           | Mondiali                | Las Vegas      | 65 kg  | Oro       |      |
| 2016                           | Europei                 | Riga           | 65 kg  | Oro       |      |
| 2016                           | Giochi olimpici         | Rio de Janeiro | 65 kg  | Bronzo    |      |
| 2017                           | Europei                 | Novi Sad       | 70 kg  | Oro       |      |
| 2017                           | Mondiali                | Parigi         | 70 kg  | Oro       |      |
| 2018                           | Europei                 | Kaspijsk       | 74 kg  | Bronzo    |      |
| 2018                           | Giochi del Mediterraneo | Tarragona      | 74 kg  | Oro       |      |
| 2018                           | Mondiali                | Budapest       | 74 kg  | 5º        |      |
| 2019                           | Europei                 | Bucarest       | 74 kg  | Oro       |      |
| 2019                           | Mondiali                | Nur-Sultan     | 74 kg  | Argento   |      |
| 2020                           | Europei                 | Roma           | 74 kg  | Oro       |      |
| 2021                           | Europei                 | Varsavia       | 74 kg  | Bronzo    |      |
| 2021                           | Giochi olimpici         | Tokyo          | 74 kg  | 5º        |      |
| 2022                           | Europei                 | Budapest       | 74 kg  | Argento   |      |

## Altre competizioni internazionali
2011
- Bronzo nei 55 kg nella Coppa del mondo ( Machačkala)

2013
- Bronzo nei 66 kg nel Grand Prix of Spain ( Madrid)
- 5º al nei 66 kg al Memorial Waclaw Ziolkowski ( Spala)
- Bronzo nei 66 kg all'Henri Deglane Challenge ( Nizza)

2014
- Oro nei 65 kg allo Yasar Dogu ( Istanbul)
- Bronzo nei 65 kg al Torneo Ali Aliev ( Machačkala)
- 8º nei 65 kg nel Torneo Città di Sassari ( Sassari)
- Oro nei 65 kg nel Grand Prix of Spain ( Madrid)
- Bronzo nei 65 kg nel Torneo International D.A. Kunaev ( Taras)

2015
- 7º nei 65 kg nell'Alexander Medved Prizes ( Minsk)
- Argento nei 65 kg nel Grand Prix of Spain ( Madrid)
- 5º al nei 66 kg al Memorial Waclaw Ziolkowski ( Varsavia)

2016
- Argento nei 65 kg nell'Alexander Medved Prizes ( Minsk)

2017
- 7º nei 70 kg al Torneo Dan Kolov - Nikola Petrov ( Ruse)
- Oro nei 70 kg al Torneo Ali Aliev ( Kaspijsk)
- Oro nei 70 kg allo Memorial Ion Corneanu & Ladislau Simon ( Bucarest)
- 5º nei 70 kg al Torneo Alany ( Vladikavkaz)

2018
- Oro nei 74 kg al Torneo Internazionale Ucraino ( Kiev)
- Oro nei 74 kg al Torneo Dan Kolov - Nikola Petrov ( Sofia)
- Argento nei 74 kg SM LL7 al Beat the Streets ( New York)
- Oro nei 74 kg allo RS - Yasar Dogu ( Istanbul)
- Argento nei 74 kg al Torneo Dmitri Korkin ( Jakutsk)

2019
- Bronzo nei 74 kg al RS - Torneo Dan Kolov - Nikola Petrov ( Ruse)
- Oro nei 74 kg nel RS - Torneo Città di Sassari ( Sassari)
- Argento nei 74 kg allo RS - Yasar Dogu ( Istanbul)

2020
- Argento nei 74 kg nella Coppa del mondo individuale ( Belgrado)

2021
- Oro nei 74 kg nel Torneo Matteo Pellicone ( Roma)
- Argento nei 74 kg al RS - Waclaw Ziolkowski Memorial ( Varsavia)